# Зоран Предин
Зоран Предин (Марибор, 16. јун 1958) јесте словеначки певач и текстописац. Осамдесетих година прошлог века био је вођа фолк рок групе Лачни Франц.

## Биографија
У младости је хтео бити кошаркаш, али се више посветио музици. Ожењен је глумицом Барбаром Лапајне с којом има петоро деце. Једном је изјавио да није певач, био би столар.
Писао је и музику за филм, телевизију и позориште.
Крајем 1990-их и почетком 2000-их направио је неколико турнеја са рок певачима Пером Ловшином и Владом Креслином.
Активан је и у другим областима јавног живота. Крајем 1990-их јавно је подржавао странку Либерална демократија Словеније, а пред парламентарне изборе 2011. био је у кругу јавних личности које су давале подршку кандидатури Зорана Јанковића. Он, Ловшин и Креслин су 2000. године иницирали одбијање учешћа на манифестацији Дан државности коју је организовао Димитриј Ковачич, пошто је по њему догађај свих Словенаца постао догађај присталица владе Андреја Бајука, са којим није био политички блиски.